# Jan Miner
Janice 'Jan' Miner (Boston, 15 oktober 1917 – Bethel, 15 februari 2004) was een Amerikaanse actrice.

## Biografie
Miner was een dochter van een tandarts en een kunstschilder en had twee broers en een zus. Zij heeft gestudeerd aan de Vesper George School of Art in Boston en heeft het acteren geleerd van Lee Strasberg en anderen. 
Miner begon met acteren in het theater, zij maakte in 1945 haar debuut op toneel met de toneelstuk Street Scene in Boston. Hierna heeft zij nog meerdere rollen gespeeld in theaters, zo heeft zij ook op Broadway gespeeld. In 1960 maakte zij haar debuut op Broadway met het toneelstuk Viva Madison Avenue!. In de jaren vijftig was zij ook actief op de radio in hoorspellen.
Miner begon in 1949 met acteren voor televisie in de televisieserie Lights Out. Hierna heeft zij nog meerdere rollen gespeeld in televisieseries en films zoals Robert Montgomery Presents (1950-1957), Naked City (1958-1962), Lenny (1974), Mermaids (1990).
Miner was vanaf 1963 getrouwd, en haar man stierf op 13 september 1998. Zij is op 15 februari 2004 gestorven in haar woonplaats Bethel aan de gevolgen van een natuurlijke oorzaak. Zij was voor zevenentwintig jaar het gezicht van Palmolive in Amerika.

## Filmografie[2]

### Films
- 1991 Gertrude Stein and a Companion! – als Gertrude Stein
- 1990 Mermaids – als moeder overste
- 1981 Endless Love – als mrs. Switzer
- 1980 Willie & Phil – als Maria Kaufman
- 1980 F.D.R.: The Last Year – als Daisy
- 1974 Lenny – als Sally Marr
- 1968 The Swimmer – als Lillian Hunsacker

### Televisieseries
Uitgezonderd eenmalige gastrollen.
- 1978 – 1985 Great Performances – als verpleegster Guinness – 2 afl.
- 1974 Paul Sand in Friends and Lovers – als Marge Dreyfuss – 3 afl.
- 1969 The Jackie Gleason Show – als Stella de make-up vrouw – 1 afl.
- 1963 The Nurses – als mrs. Harmon – 2 afl.
- 1950 – 1957 Ribert Montgomery Presents – als diverse rollen – 28 afl.

## Theaterwerk opBroadway[3]
- 1983 – 1984 Heartbreak House – als verpleegster Guinness
- 1980 Watch on the Rhine – als Fanny Farrelly
- 1977 Romeo and Juliet – als verpleegster voor Juliet
- 1976 The Heiress – als Lavinia Penniman
- 1974 Saturday Sunday Monday – als tante Meme
- 1973 The Women – als Countess de Lage
- 1970 Othello – als Emilia
- 1969 – 1970 Butterflies Are Free – als Mevr. Baker
- 1967 The Freaking Out of Stephanie Blake – als ??
- 1963 The Lady of the Carmellias – als Prudence
- 1963 – 1964 The Milk Train Doesn't Stop Here Anymore – als Vera Ridgeway / Condotti / Flora Goforth
- 1960 Viva Madison Avenue! – als Peggy

- Bibliothèque nationale de France: cb14207216p (data)
- International Standard Name Identifier: 0000 0000 6659 5327
- Library of Congress Control Number: n88043132
- Nationale bibliotheek van Australië: 35935841
- Nationale Bibliotheek van Israël: 987007421419505171
- Nederlandse Thesaurus van Auteursnamen: 07410764X
- SNAC: w62s6hxz
- Système universitaire de documentation: 136895700
- Virtual International Authority File: 93848205
- WorldCat: E39PBJhH7R67X7V9mpCmGtdhHC